# Shāhpur (ort i Indien, Gujarat)
Shāhpur är en ort i Indien.   Den ligger i distriktet Rājkot och delstaten Gujarat, i den västra delen av landet, 1 000 km sydväst om huvudstaden New Delhi. Shāhpur ligger 182 meter över havet och antalet invånare är 12 867.
Terrängen runt Shāhpur är platt. Runt Shāhpur är det tätbefolkat, med 913 invånare per kvadratkilometer. Närmaste större samhälle är Rajkot, 15,2 km norr om Shāhpur. Trakten runt Shāhpur består till största delen av jordbruksmark.